# Пасо дел Бидоло (Мачерата)
Пасо дел Бидоло (итал. Passo del Bidollo) насеље је у Италији у округу Мачерата, региону Марке.
Према процени из 2011. у насељу је живело 891 становника. Насеље се налази на надморској висини од 127 м.